# Olavo Nery
Olavo Nery (Manaus, 19 de agosto de 1908 – 27 de maio de 1987) foi um médico neurologista brasileiro; dedicado à neurologia infantil.
Foi eleito membro da Academia Nacional de Medicina em 1978, ocupando a Cadeira 53, que tem Heitor Carrilho como patrono.